# Zahra Bahrami
Zahra Bahrami (Perzisch: زهرا بهرامی) (Teheran, 5 januari 1965 - Iran, 29 januari 2011 (vermoedelijk)) was een Iraans-Nederlandse vrouw, die in het nieuws kwam na ter dood te zijn veroordeeld en kort daarna werd geëxecuteerd in haar geboorteland Iran.

## Vroeger leven
Bahrami werd geboren in Iran en werd midden jaren negentig Nederlands staatsburger via naturalisatie. Zij behield ook haar Iraanse nationaliteit. In een paspoort werd haar naam gespeld als Zahra Bahrami, terwijl zij in een ander paspoort als Sahra Baahrami stond. Zij had ook een adres in Londen.
Op 31 januari 2011 maakte het programma Nieuwsuur bekend, dat Bahrami in Nederland in 2003 was veroordeeld wegens smokkel van bijna 16 kilo cocaïne vanuit het Caraïbisch gebied naar Nederland. Zij kreeg hiervoor drie jaar cel, waarvan één jaar voorwaardelijk. In 2007 werd zij opnieuw veroordeeld in Nederland wegens het vervalsen van een paspoort.

## Arrestatie in Iran
Zahra Bahrami reisde in 2009 voor familiebezoek van Nederland naar Iran. Daar werd zij eind december 2009 opgepakt, omdat ze een demonstratie tegen de uitkomst van de Iraanse presidentsverkiezingen op 27 december bijgewoond zou hebben. De demonstraties van die dag staan bekend als de Asjoera-manifestaties. Bahrami werd gevangen gehouden in de Evin-gevangenis in Teheran. Zij werd aangeklaagd voor activiteiten tegen de regering en het verspreiden van anti-Iraanse propaganda.
Het Nederlandse ministerie van Buitenlandse Zaken meldde dat Bahrami de doodstraf riskeerde. Vanwege de verschillen in de spelling van haar naam was het ministerie van Buitenlandse Zaken in eerste instantie niet in staat om te bevestigen, dat zij de Nederlandse nationaliteit had. Deze zekerheid kwam pas eind juli 2010. Iran erkende tijdens het proces de Nederlandse nationaliteit van Zahra Bahrami niet en weigerde toestemming voor consulaire bijstand door Nederland. Volgens de Iraanse ambassadeur in Nederland was Bahrami niet bij een demonstratie opgepakt, maar thuis gearresteerd. Zij zou toen drie paspoorten gehad hebben, waarvan er één vals was.
Boven op de eerste aanklacht werd Zahra Bahrami ook aangeklaagd wegens drugsbezit en -handel. De autoriteiten van Iran stelden, dat tijdens een huiszoeking 450 gram cocaïne en 420 gram opium zou zijn gevonden. Haar dochter stelde in een interview, dat die aanklacht gefingeerd moet zijn, omdat haar moeder niet eens rookte.
Mensenrechtenadvocaat Nasrin Sotoudeh trad op als verdediger van Zahra Bahrami. Op 28 augustus 2010 werd door de Iraanse autoriteiten een inval in het kantoor van Sotoudeh gedaan. Het was onduidelijk of dit te maken had met de zaak tegen Zahra Bahrami of met andere activiteiten van de advocaat. Een aantal dagen later werd Nasrin Sotoudeh zelf gearresteerd en gevangengezet in de Evin-gevangenis.
Zahra Bahrami werd gedwongen een bekentenis af te leggen, die werd uitgezonden op de Iraanse staatstelevisie. Zij werd ter dood veroordeeld voor drugshandel en -bezit.

## Executie
Zahra Bahrami werd ter dood gebracht door ophanging. Onduidelijk is, wanneer deze precies ten uitvoer werd gebracht; Iraanse media meldden het bericht op 29 januari 2011 en later deze dag werd dat officieel bevestigd. Haar familie en advocaat, en ook de Nederlandse regering, waren niet op de hoogte. Twee dagen eerder, op 27 januari 2011, bevestigde het ministerie van Buitenlandse Zaken, dat Nederland twee Iraanse advocaten had ingehuurd om Zahra Bahrami bij te staan. Op 28 januari 2011 had de Iraanse ambassadeur Kazem Gharib Abadi laten weten dat het proces nog lopende was. Dit meldde de Nederlandse minister van Buitenlandse Zaken, Uri Rosenthal, na het nieuws dat Bahrami geëxecuteerd was.
Verschillende media berichtten dat zij misschien zou zijn doodgemarteld bij haar ondervraging, maar dit werd later als onwaarschijnlijk bestempeld. De toedracht is vooralsnog onbekend.
Zahra Bahrami is op 6 februari 2011 op een locatie 400 kilometer van Teheran begraven. Door de afstand kon de familie niet op tijd bij de begrafenis aanwezig zijn. Volgens minister Rosenthal duidt de gang van zaken erop dat zij om politieke redenen is terechtgesteld en niet om drugsbezit. Van politieke gevangenen zouden de lichamen nooit worden teruggegeven omdat het regime bang is dat de begrafenis een manifestatie wordt.

## Politieke gevolgen
Naar aanleiding van de executie heeft Nederland begin 2011 de diplomatieke relaties met Iran bevroren, maar de Nederlandse ambassadeur niet teruggeroepen. Minister Rosenthal van Buitenlandse zaken noemde de executie "een barbaarse daad van een barbaars regime". Iran is op zijn beurt woedend over de Nederlandse reacties. Een woordvoerder van het Iraanse ministerie van Buitenlandse Zaken liet weten: "Het is onacceptabel dat Nederlandse functionarissen zich bemoeien met een Iraanse zaak. We staan geen enkel land toe dat te doen."
Minister van Buitenlandse Zaken Uri Rosenthal zei dat Nederland alles heeft geprobeerd om de executie van Zahra Bahrami tegen te gaan. Toch is er van verschillende kanten kritiek geuit, omdat de Nederlandse regering niet genoeg zou hebben gedaan. Op 3 februari 2011 hield de Tweede Kamer hierover een spoeddebat. Hierin kwam naar voren dat de Nederlandse regering van plan was om tot op het hoogste niveau in de bres te springen voor Zahra Bahrami. Maar doordat Iran tot op het laatste moment onjuiste informatie gaf over de rechtszaak, kon haar advocaat geen hoger beroep aantekenen of gratieverzoek meer indienen, dat Nederland had willen steunen. Ook kwam naar voren dat er voortdurend en op verschillende niveaus pogingen waren geweest om informatie los te peuteren bij de Iraniërs. Ook had de Nederlandse ambassadeur in Teheran verschillende keren de kwestie aan de orde gesteld, onder meer in een gesprek met de Iraanse president Mahmoud Ahmedinejad. Die gaf geen antwoord. Verder heeft de Europese Unie in Iran verscheidene diplomatieke protesten aangetekend tegen het doodvonnis, dat begin januari bekend werd.
Groot obstakel was dat Iran geen dubbele nationaliteit erkent en zich dus ook niets aantrekt van haar Nederlandse paspoort. Voor Nederland was het van meet af aan lastig informatie te krijgen of consulaire bijstand te verlenen. Toch bleek het in de loop van de maanden mogelijk in gesprek te komen met de Iraniërs over de kwestie. Zo dacht Rosenthal ook nog ruimte te hebben om op het hoogste politieke niveau voor Bahrami te pleiten.
Minister Uri Rosenthal van Buitenlandse Zaken erkent dat hij het in de zaak van Zahra Bahrami beter had kunnen doen. Er was kritiek dat hij zich zelf niet had bemoeid met Bahrami terwijl hij in de media wel had gezegd „dat alles was gedaan op alle niveaus”. De lessen die hij uit de zaak-Bahrami zal trekken, beslaan volgens Rosenthal het hele traject. Dat loopt van de geruchten over haar arrestatie eind 2009 op internet en in de media, tot aan haar dood op 29 januari 2011.

## Andere gevangenen
Eind september 2011 liet minister Rosenthal in een brief aan de Tweede Kamer weten dat de maatregel van de bevriezing van de 'niet-noodzakelijke ambtelijke contacten' wordt opgeheven. In mei 2011 werd een consulaire dialoog begonnen met Iran over mensen met een Nederlandse én Iraanse nationaliteit. Die verliep naar tevredenheid van Rosenthal. Omdat er nog drie mensen met de Nederlandse en Iraanse nationaliteit in een gevangenis in Iran zitten wil Rosenthal in het najaar van 2011 opnieuw een consulaire ronde met Iran houden.
Een van die gevangenen is Abdullah al-Mansouri, leider van een militante organisatie in Iran, die in 1988 naar Nederland was gevlucht en in 2006 in Syrië is opgepakt en overgebracht naar Iran.